# 215 ق م
215 ق م أو 215 قبل الميلاد هي سنة من العقد 21 ق م في التقويم اليولياني البروليبتي (التقويم الميلادي). تسبقها سنة 216 ق م وتليها سنة 214 ق م.

## أحداث

### قرطاج
- معركة درتوسا.
- القرطاجيون يفشلون في استعادة سردينيا.

### إسبانيا
الجنرال القرطاجي حنبعل يُحرم من أي تعزيزات تأتي من ناحية إسبانيا لقواته المتمركزة الآن في إيطاليا، وذلك بفضل تحركات الجنرال الروماني كورنيليوس سكيبيو وأخيه غنايوس كورنيليوس سكيبيو كالفوس، والذي أوقف بمهارة محاولة الجنرال القرطاجي صدربعل من الاختراق نحو إيطاليا، وذلك في معركة درتوسا بالقرب من نهر إربو.

### الإمبراطورية الرومانية
- إقرار قانون أوبيا الذي وضعه غايوس أوبيوس أحد أطربونات الدهماء أثناء حكم كل القناصلة فابيوس ماكسيموس وتيبيريوس سامبرونيوس غراكوس الثاني. ويعتبر ذلك القانون الأول ضمن سلسلة من القوانين المحددة للنفقات يتم إقرارها في روما. وينص ليس فقط على الحد من ثروة النساء لكن أيضا من إظهارها.
- الجنرال الروماني ماركوس كلاوديوس مارسيليوس ينجح في صد هجوم حنبعل على مدينة نولا.
- قوات حنبعل تحتل مدن ثيراي وهيراكليا. ورغم ذلك فلم يكن قادرا على منع الرومان من محاصرة كابوا.

### اليونان
فيليب الخامس ملك مقدونيا وحنبعل يتفاوضان لتكوين حلف يتعهدون من خلاله بتقديم الدفاع والدعم المتبادل، وأن يتعاونوا خاصة في مواجهة روما، وعلى أن حنبعل لديه الحق في عقد السلام مع روما، لكن على ألا يشمل هذا  السلام على ألا تجبر روما على التخلي عن السيطرة على كورسيرا، أبولونيا، إبيدامنوس، فاروس، ديمالي، بارثيني، أتينتانيا، وعلى إعادة جميع أملاك ديميتريوس ملك فاروس التي يسيطر عليها الرومان في ذلك الوقت.

### الإمبراطورية السلوقية
الملك السلوقي أنطيوخوس الثالث يعبر جبال طوروس ويوحد قواته مع أتالوس ملك بيرغامون لتكوين حملة واحدة لتجريد جنراله المتمرد أخايوس من كل أملاكه والأراضي التي يسيطر عليها، وللاستيلاء على مدينة سارد دون قلعتها.

### الصين
- الإمبراطور تشين شي هوانج يأمر بالبدء في إنشاء ضريحه، وهو الذي يحوي ما يعرف بجيش التيراكوتا أو جيش الطين.
- قوات الإمبراطور تشين شي هوانج تقوم بهجوم وقائي لإجلاء قبائل شيونغنو من أراضيهم في سهل أوردوس.

## مواليد
- أنطيوخوس الرابع – ملك الإمبراطورية السلوقية.

## وفيات
- أبولونيوس الرودسي - – كاتب يوناني (ولد عام 295 ق.م).
- هيرو الثاني - ملك وطاغية سرقوسة منذ عام 270 ق.م.

## كتب
- Yves Denis Papin (1998). Chronologie de l'histoire ancienne. Lieu de publication non identifié: Éditions Jean-paul Gisserot. ISBN:2-87747-346-5. OCLC:40746926. مؤرشف من الأصل في 2022-03-16.
- أحمد محمد عوف (2000)، موسوعة حضارة العالم، QID:Q12246226

## وصلات خارجية
- صفحة السنة على موقع onthisday.com
- سنة 215 ق م على موقع المكتبة الوطنية الفرنسية